# Cleopatra grandidieri
Cleopatra grandidieri је пуж из реда Sorbeoconcha.

## Угроженост
Ова врста је на нижем степену опасности од изумирања, и сматра се скоро угроженим таксоном.

## Распрострањење
Ареал врсте је ограничен на једну државу. 
Мадагаскар је једино познато природно станиште врсте.

## Станиште
Станиште врсте су слатководна подручја. 
Врста Cleopatra grandidieri је присутна на подручју острва Мадагаскар.